# Minas do Mato Grosso

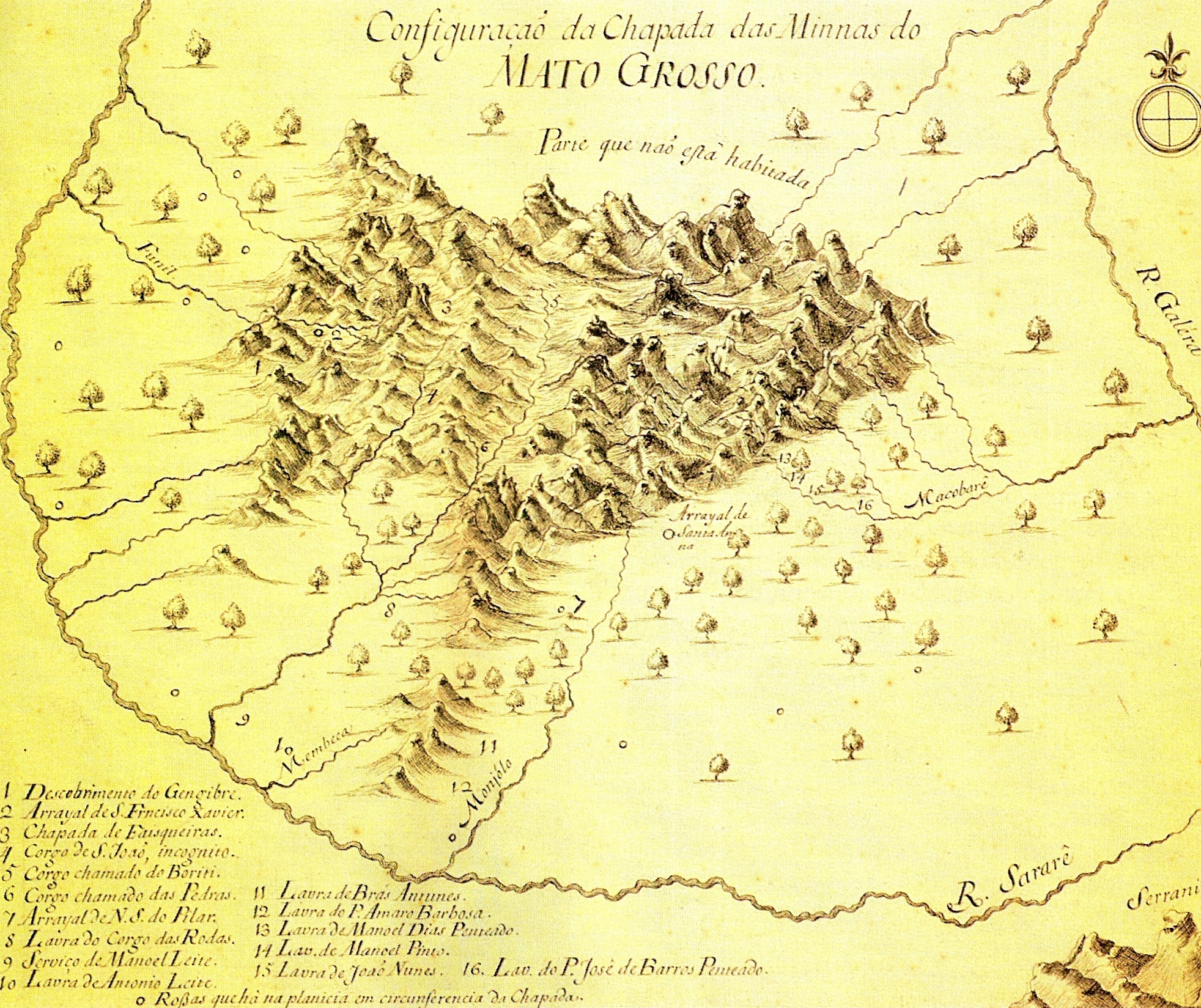
Mapa do século XVIII das minas de Mato Grosso

As Minas do Mato Grosso foram uma mina de ouro descoberta por bandeirantes nas margens do rio Galera, no sertão da Capitania de São Paulo, atual região do estado brasileiro de Mato Grosso. Foram descobertas e nomeadas em 1734, quando os irmãos Arthur Paes de Barros e Fernando Paes de Barros, ambos paulistas de Sorocaba, ao realizarem uma expedição na Chapada dos Parecis, se depararam com um veio aurífero, que impressionados com a altura e porte das árvores e o emaranhado de mato espesso que dificultava a penetração na região, denominaram de Minas do Matto Grosso. Com a descoberta, iniciou-se uma nova fase do ciclo do ouro no Brasil. O topônimo criado pelos bandeirantes, posteriormente deu origem ao nome do estado de Mato Grosso.